# Antoni Bassas
 (février 2021).
Si vous disposez d'ouvrages ou d'articles de référence ou si vous connaissez des sites web de qualité traitant du thème abordé ici, merci de compléter l'article en donnant les références utiles à sa vérifiabilité et en les liant à la section « Notes et références ».
 (février 2021).
La mise en forme du texte ne suit pas les recommandations de Wikipédia : il faut le « wikifier ».
Les points d'amélioration suivants sont les cas les plus fréquents :
- Les titres sont pré-formatés par le logiciel. Ils ne sont ni en capitales, ni en gras.
- Le texte ne doit pas être écrit en capitales (les noms de famille non plus), ni en gras, ni en italique, ni en « petit »…
- Le gras n'est utilisé que pour surligner le titre de l'article dans l'introduction, une seule fois.
- L'italique est rarement utilisé : mots en langue étrangère, titres d'œuvres, noms de bateaux, etc.
- Les citations ne sont pas en italique mais en corps de texte normal. Elles sont entourées par des guillemets français : « et ».
- Les listes à puces sont à éviter, des paragraphes rédigés étant largement préférés. Les tableaux sont à réserver à la présentation de données structurées (résultats, etc.).
- Les appels de note de bas de page (petits chiffres en exposant, introduits par l'outil «  Source ») sont à placer entre la fin de phrase et le point final[comme ça].
- Les liens internes (vers d'autres articles de Wikipédia) sont à choisir avec parcimonie. Créez des liens vers des articles approfondissant le sujet. Les termes génériques sans rapport avec le sujet sont à éviter, ainsi que les répétitions de liens vers un même terme.
- Les liens externes sont à placer uniquement dans une section « Liens externes », à la fin de l'article. Ces liens sont à choisir avec parcimonie suivant les règles définies. Si un lien sert de source à l'article, son insertion dans le texte est à faire par les notes de bas de page.
- La présentation des références doit suivre les conventions bibliographiques. Il est recommandé d'utiliser les modèles {{Ouvrage}}, {{Chapitre}}, {{Article}}, {{Lien web}} et/ou {{Bibliographie}}. Le mode d'édition visuel peut mettre en forme automatiquement les références.
- Insérer une infobox (cadre d'informations à droite) n'est pas obligatoire pour parachever la mise en page.

Pour une aide détaillée, merci de consulter Aide:Wikification.
Si vous pensez que ces points ont été résolus, vous pouvez retirer ce bandeau et améliorer la mise en forme d'un autre article.
Antoni Bassas i Onieva, né à Barcelone le 9 novembre 1961, est un journaliste et scénariste catalan de radio et de télévision, actuellement membre de l'équipe de direction du journal Ara.

## Biographie
Il est né le 9 novembre 1961 dans le quartier Gràcia de la ville de Barcelone. Il a commencé à travailler dans la radio avec seize ans, dans l'émetteur Radio Youth. Il a ensuite obtenu un diplôme en sciences de l'information à l'Université autonome de Barcelone (UAB). Bassas a eu des succès d'audience majeurs et des prix majeurs, tels que le Ondas Award. En 2009, il a rejoint Televisió de Catalunya en tant que correspondant aux États-Unis et depuis 2013, il fait partie de la direction du journal Ara.

## Carrière professionnelle

### Radio
En 1978, à l'âge de seize ans, il a commencé à collaborer avec Radio Joventut puis en 1981, il a commencé à travailler pour Ràdio Barcelona. Il a dirigé les programmes Goal Area et The Answering Machine. Ce même an s'a intégré à l'équipe de retransmissions du programme Football en catalan, dirigé par Joaquim Maria Puyal. Il a travaillé avec lui pendant quatorze ans, dans plus de 800 retransmissions sportives des soirées du Soccer Barcelona Club. Jusqu'en 1985, le programme était diffusé par Ràdio Barcelona et, à partir de cette année, sur Catalunya Ràdio.
Les émissions sportives lui ont permis de rencontrer les grands athlètes du Barça, de connaître les pays et de vivre des expériences qu'il raconte dans le livre A un pam de la glòria, où il recueille des souvenirs de ses quatorze ans dans le monde du sport, une période pendant laquelle le FC Barcelone a remporté la Coupe européenne de football, au stade de Wembley à Londres, et quatre ligues.

### Activité dans la presse
Antoni Bassas est impliqué dans le journal Ara depuis sa création en tant que chroniqueur et actionnaire. Après son temps en tant que correspondant de TVC à Washington DC, à l'été 2013, il a rejoint l'équipe de direction du journal. Il est le directeur audiovisuel du journal et à partir de mars 2014, il a dirigé et présenté une émission de télévision en ligne intitulée AraBassas.